# تورنووسی
تورنووسی (به لاتین: Turnovtsi) یک منطقهٔ مسکونی در بلغارستان است که در شهرستان ژبل واقع شده‌است.